# ʿAzīz ad-Dīn Nasafī
ʿAzīz ad-Dīn Nasafī (persisch عزيز الدين نسفي; gest. nach 1281) war ein Sufi aus der zentralasiatischen Kubrawiyya-Bruderschaft. Er ist Verfasser eines klassischen Werkes der Sufi-Literatur: des Insan-i kamil (Kitāb al-insān al-kāmil „Buch vom vollkommenen Menschen“), einer „übersinnlichen Kosmologie mit den Entwicklungsstufen der menschlichen Seele“.

## Werke
- Azizoddin Nasafi: Le livre de l'homme parfait. Fayard 1984
- Aziz ud-Din Nasafi, Tassavufta Insan Meselesi – Insan-i Kamil, trans. and ed. M. Kanar, 1990
- Azizoddin Nasafi (Auteur), Marijan Molé: Azizoddin Nasafi, VIIe/XIIIe siècle. Le Livre de l'homme parfait. Kitâb al-Insân al-Kâmil. Recueil de traités de soufisme en persan publiés avec une introduction par Marijan Molé. Institut Français de Recherche en Iran; Édition : 7e édition (2005) (Bibliothèque Iranienne n° 11)